# Пиедади (Лажиш-ду-Пику)
Пиедади (порт. Piedade) — район (фрегезия) в Португалии, входит в округ Азорские острова. Расположен на острове Пику. Является составной частью муниципалитета Лажиш-ду-Пику. Население составляет 902 человека на 2001 год. Занимает площадь 12,94 км².
Покровителем района считается Дева Мария (порт. Nossa Senhora das Dores).